# Aeroporto Internazionale di Davao-Francisco Bangoy
L'aeroporto internazionale Francisco Bangoy, anche conosciuto con il nome di aeroporto internazionale di Davao (tagallo: Paliparang Pandaigdig ng Francisco Bangoy, cebuano: Tugpahanang Pangkalibutan sa Francisco Bangoy) (IATA: DVO, ICAO: RPMD) è un aeroporto filippino situato nella parte centrale dell'isola di Mindanao, nella alla periferia della città di Davao nella provincia di Davao del Sur, nella regione di Davao. La struttura è dotata di una pista di asfalto e cemento lunga 3000 m, l'altitudine è di 29 m, l'orientamento della pista è RWY 5-23. L'aeroporto è aperto al traffico commerciale internazionale.